# USS Arleigh Burke (DDG-51)
USS Arleigh Burke (DDG-51), prvi američki razarač klase Arleigh Burke. Nazvan je prema admiralu Arleighu Burkeu.

## Povijest
Izgradnja je započela 1988. u brodogradilištu Bath Iron Works. Porinut je 16. rujna 1989. te je u aktivnu službu stavljen 4. srpnja 1991. na ceremoniji kojoj je prisustvovao i sam Burke. 

### Zapovjednici
Izvor podataka:
- John Gabe Morgan Jr. (4. srpnja 1991. – 18. prosinca 1992.)
- Lyal Barclay Davidson (18. prosinca 1992. – 27. listopada 1994.)
- Jeffrey Francis Weppler (27. listopada 1994. – 7. kolovoza 1996.)
- Mark Edward Kosnik (7. kolovoza 1996. – 3. travnja 1998.)
- Nevin Palmer Carr Jr. (3. travnja 1998. – 15. studenog 1999.)
- Alan Eugene Eschbach (15. studenog 1999. – 2. ožujka 2001.)
- Robin Ladd Russell (2. ožujka 2001. – 9. kolovoza 2002.)
- William Claiborne Harris (9. kolovoza 2002. – 5. ožujka 2004.)
- Charles Lionel Stuppard (5. ožujka 2004. – 26. ožujka 2006)
- Esther Jewel McClure (26. ožujka 2006. – 21. svibnja 2007.)
- Allen Lee Hobbs (21. svibnja 2007. – 22. svibnja 2007.) (vršitelj dužnosti)
- Daniel Edward Voth (22. svibnja 2007. – 7. studenog 2008.)
- Brian Christopher Moum (7. studenog 2008. – 7. svibnja 2010.)
- Corey Jason Keniston (7. svibnja 2010. – 2. travnja 2012.)
- Thomas Patrick Moninger (2. travnja 2012. - danas)